# Chinesische Zierquitte
Die Chinesische Zierquitte (Chaenomeles speciosa (Sweet) Nakai, Syn.: Chaenomeles lagenaria auct.) ist eine Pflanzenart aus der Gattung der Zierquitten (Chaenomeles) in der Familie der Rosengewächse (Rosaceae).

## Beschreibung

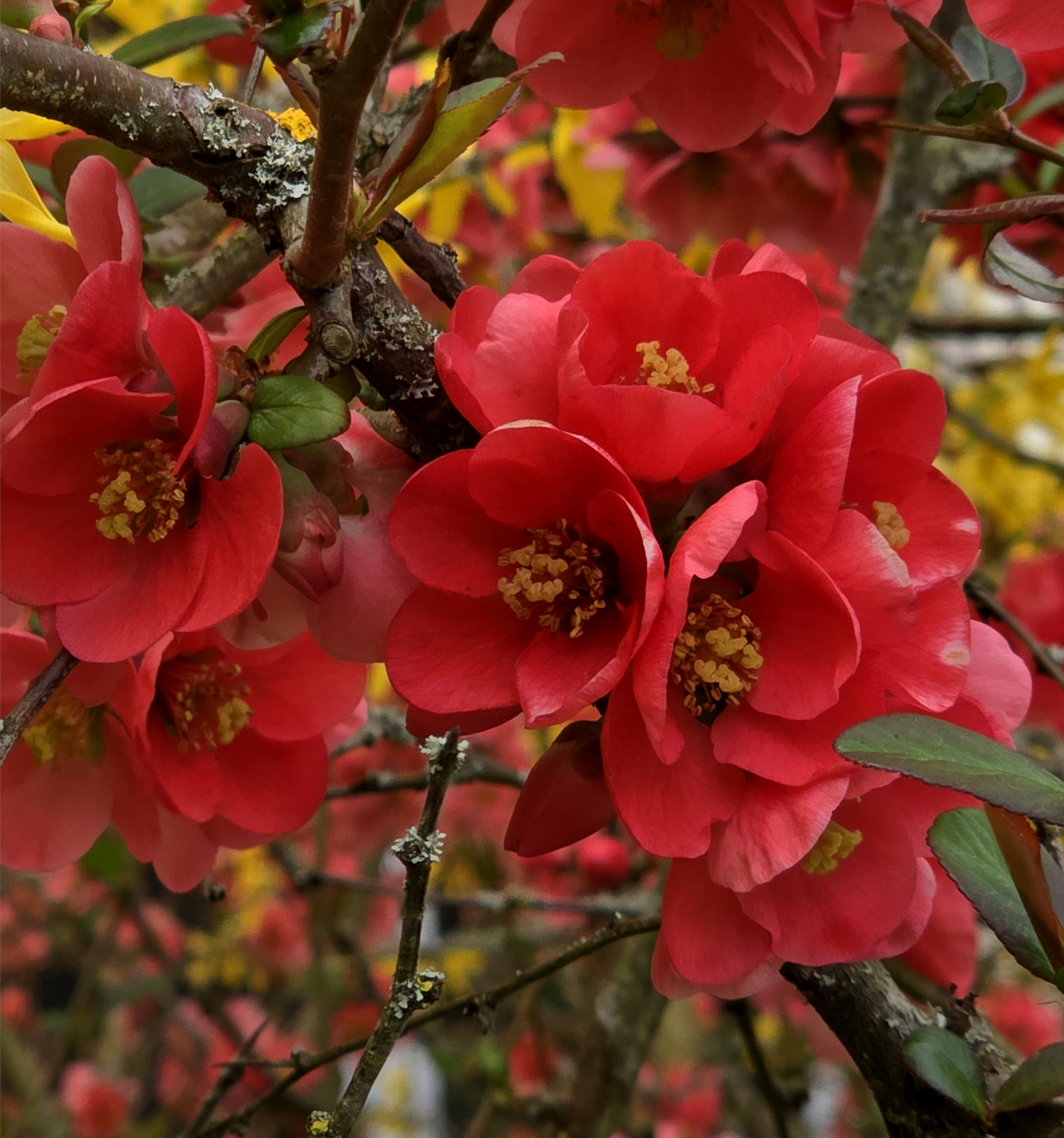
Blüten

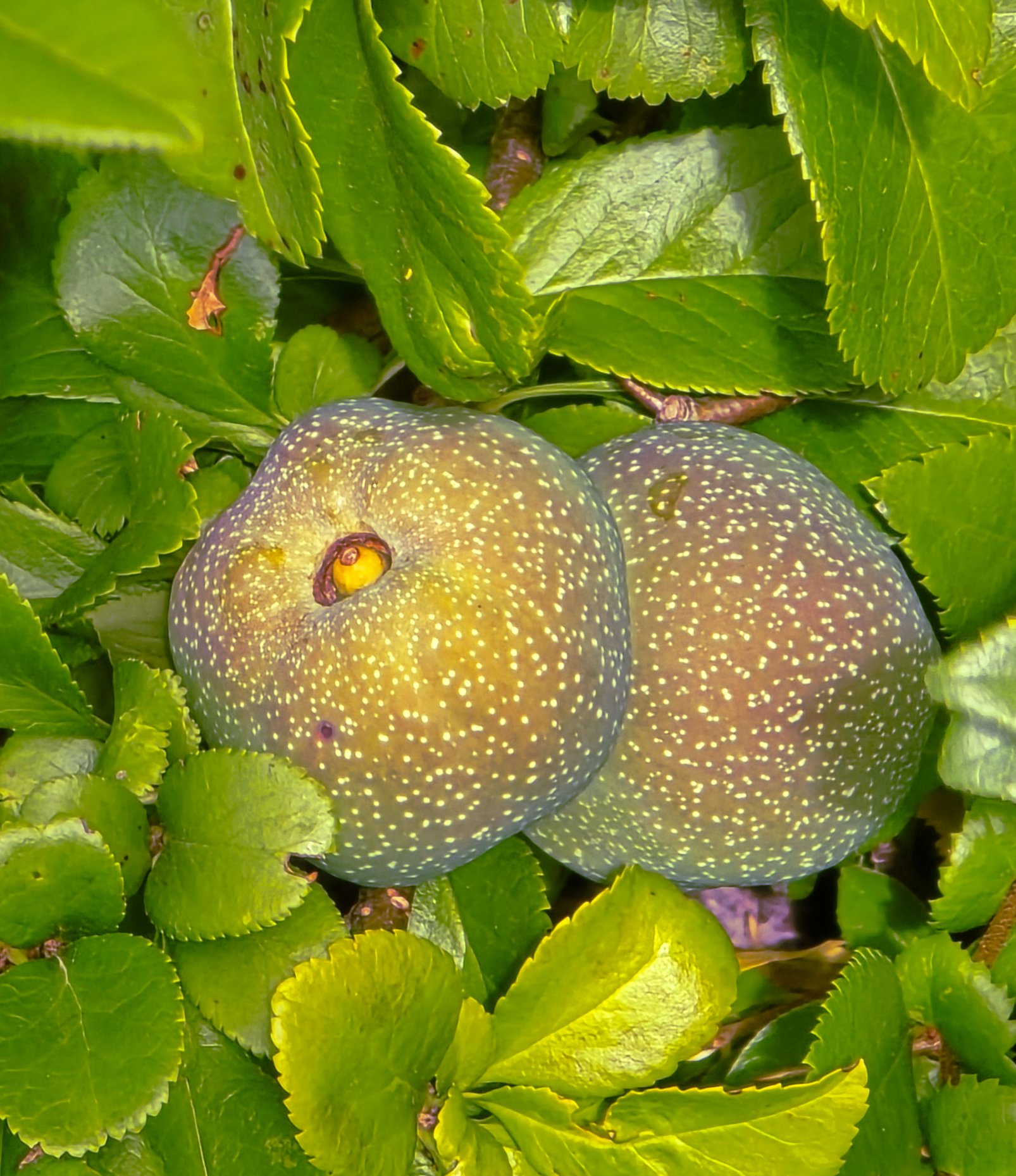
Früchte

Die Chinesische Zierquitte ist ein laubabwerfender Strauch, der meist Wuchshöhen bis 2, selten bis 5 Meter erreicht. Er hat kräftige Dornen und zahlreiche aufrecht-abstehende Zweige. Junge Zweige sind nur schwach behaart oder kahl, Zweige vom Vorjahr kahl.
Die wechselständigen, kurz gestielten, spitzen bis stumpfen oder abgerundeten, kahlen Laubblätter sind eiförmig bis länglich oder verkehrt-eiförmig, spitzig gesägt und 4,5 bis 10 Zentimeter lang und 2 bis 4 Zentimeter breit. Die Nebenblätter sind 0,5 bis 1 Zentimeter lang und 1,2 bis 2 Zentimeter breit, nierenförmig und gesägt.
Meist sind 2 bis 6 Blüten zusammen angeordnet, selten findet man Einzelblüten. Die relativ großen, zwittrigen, kurz gestielten Blüten sind fünfzählig mit doppelter Blütenhülle. Sie sind rosa bis dunkelrot gefärbt, nie orange, selten weiß oder weiß-rosa. Geöffnet sind die Blüten 4 bis 5 Zentimeter breit.
Die gelben bis gelb-grünen und vielsamigen, eiförmigen bis rundlichen, hartfleischigen, aromatischen Apfelfrüchte sind 4 bis 7 Zentimeter lang, 3 bis 6 Zentimeter breit.
Die Chromosomenzahl beträgt 2n = 34.

## Vorkommen
Diese Art kommt in der Volksrepublik China (Fujian, Gansu, Guangdong, Guizhou, Hubei, Jiangsu, Shaanxi, Sichuan, Xizang, Yunnan), im nördlichen Myanmar und in Japan vor, wo sie als Haitang (chinesisch 海棠, Pinyin hǎitáng) bzw. Boke (japanisch 木瓜) bekannt ist.

## Nutzung
Die Chinesische Zierquitte wird als Zierstrauch oder als Bonsai genutzt. Sie ist seit 1796 in Kultur.
Die Früchte mit angenehmem Geruch sind gekocht essbar.
Die getrockneten Früchte werden medizinisch genutzt.